# Implosion (film)
Implosion er en dansk kortfilm fra 2009 instrueret af Balder Skånström-Bo efter eget manuskript.

## Handling
Filmen handler om Thomas, en ung mand i slutningen af gymnasiet, der mister sin bedste ven Mathias i en ulykke. Han vil ikke acceptere vennens død og bevæger sig ind i et imaginært venskab med sin afdøde kammerat. Hans nærmeste forsøger at hjælpe ham igennem sorgen og trænge ind til ham, men jo mere de forsøger at komme tæt på, des mere skubber han dem fra sig. Til sidst har han brændt alle sine broer så både familie, venner og kæreste er blevet lukket ude fra hans verden. Først da kan han fuldbyrde venskabet med Mathias, i forsøget på selvmord, hvilket Mathias forhindrer i sidste øjeblik, og Thomas er alene med sin erkendelse.

## Medvirkende
- Allan Hyde, Thomas
- Rasmus Kjær Flensborg, Mathias
- Marie Søderberg, Nanna
- Anne Fletting, Thomas' mor
- Mads Nørby, Thomas' far
- Peter Aude, Mathias' far